# Ma che bella sorpresa
Ma che bella sorpresa è un film italiano del 2015 diretto da Alessandro Genovesi. È ispirato alla commedia brasiliana del 2009, campione d'incassi, A Mulher Invisível (letteralmente La donna invisibile), diretta da Claudio Torres.

## Trama
(Giovanni)
Guido, romantico professore milanese trapiantato a Napoli, viene lasciato dalla fidanzata Anna per un giovane skipper belga, di cui è anche incinta. La sua vita a quel punto sembra andare in frantumi nonostante il supporto dei genitori, Giovanni e Carla, e di Paolo, suo ex studente e ora insegnante di ginnastica nella stessa scuola.
Nell'appartamento accanto al suo si trasferisce la bellissima Silvia, ragazza che incarna tutte le sue qualità desiderate e di cui Guido si innamora all'istante, ricambiato. Giada, altra vicina di casa, da poco rimasta vedova, è follemente innamorata di lui, ma non riesce a dichiararsi e passa il tempo origliando dal muro la sua vita.
Infine Guido, grazie all'aiuto della famiglia e degli amici, comprende che Silvia, in realtà, è solo un'allucinazione derivata dallo choc provocato dalla separazione con Anna. Guido comincia a lottare per liberarsi di Silvia e, dopo diverso tempo, ci riuscirà anche grazie a Giada, ottenendo poi un grande successo grazie alla pubblicazione del romanzo in cui narra la storia d'amore con la ragazza immaginaria.

## Produzione
Il film è stato girato a Napoli.

## Colonna sonora
- 'O sarracino – Renato Carosone
- Chella llà – Renato Carosone
- Malafemmena – Roberto Murolo
- Je so' pazzo – Pino Daniele

## Distribuzione
Il film è uscito nelle sale italiane l'11 marzo 2015 e ha incassato in totale 5 156 000 euro.

## Riconoscimenti
- 2015 - Ciak d'oro
  - Nomination Migliore attore non protagonista a Renato Pozzetto
  - Nomination Miglior colonna sonora a Andrea Farri